# Over Each Other
«Over Each Other» es una canción de la banda estadounidense de rock Linkin Park. Fue publicada como el tercer sencillo de su octavo álbum de estudio, From Zero, el 24 de octubre de 2024.

## Lanzamiento
El 18 de octubre de 2024, el DJ de la banda Joe Hahn anunció en Instagram que el tercer sencillo del nuevo álbum sería «Over Each Other» y que se publicaría junto a un video musical el 24 de octubre. Para promocionar la canción, en los días previos se revelaron imágenes del video y partes de la letra en distintos carteles y vallas publicitarias alrededor del mundo, incluyendo el Times Square de Nueva York. El día de estreno, la canción tuvo su debut mundial a través de BBC Radio 1 en el segmento New Music Show de Jack Saunders.

## Composición
En reseñas del álbum, los críticos describieron el estilo de «Over Each Other» como pop rock y rock alternativo.

## Video musical
El video musical de «Over Each Other» se publicó pocos minutos después de su debut radial el 24 de octubre de 2024.
Joe Hahn fue el director y lo filmó en Seúl, Corea del Sur. Fue el primer video de la banda grabado en ese país, y Hahn, quien es de ascendencia surcoreana, afirmó que era uno de sus «sueños» realizar un proyecto allí.
En el video, la vocalista del grupo Emily Armstrong y la actriz coreana Kong Seong-Ha interpretan a una pareja que discuten en un baño público y luego en el automóvil, lo que provoca que tengan un accidente. El video se ve desde la perspectiva de la cantante, pero cuando los servicios de emergencia rescatan a Seong-Ha se revela que Armstrong falleció en el accidente, lo que implica que sus apariciones eran como fantasma. Gregory Adams de la revista Revolver describió el final como un «giro a lo Shyamalan».

## Lista de canciones
| N.º | Título            | Duración |  |
| 1.  | «Over Each Other» | 2:50     |  |

## Posicionamiento en listas
| País (Lista 2024)                         | Mejor posición |
| ----------------------------------------- | -------------- |
| Alemania (Listas de GfK Entertainment)    | 11             |
| Austria (Ö3 Austria Top 40)               | 9              |
| Brasil (Brasil Hot 100)                   | 90             |
| Canadá (Canadian Hot 100)                 | 86             |
| Estados Unidos (Hard Rock Songs)          | 3              |
| Estados Unidos (Alternative Songs)        | 12             |
| Estados Unidos (Rock Songs)               | 19             |
| Eslovaquia (Singles Digitál Top 100)      | 37             |
| Francia (SNEP)                            | 159            |
| Global 200 (Billboard)                    | 68             |
| Grecia (IFPI)                             | 95             |
| Italia (FIMI)                             | 16             |
| Japón (Download Songs)                    | 89             |
| Japón (Hot Overseas)                      | 16             |
| Luxemburgo (Billboard)                    | 13             |
| Nueva Zelanda (Recorded Music NZ)         | 14             |
| Polonia (Listas musicales de Polonia)     | 82             |
| Reino Unido (UK Singles Chart)            | 57             |
| República Checa (Singles Digitál Top 100) | 19             |
| Suecia (Sverigetopplistan)                | 6              |
| Suiza (Schweizer Hitparade)               | 15             |

## Créditos y personal
Linkin Park
- Emily Armstrong: voz, composición
- Colin Brittain: batería, composición, coproducción
- Brad Delson: guitarra, piano, composición, coproducción
- Dave Farrell: bajo, composición
- Joe Hahn: DJ, sampling, composición
- Mike Shinoda: teclados, coros, guitarra rítmica, composición, producción, ingeniería de audio

Personal adicional
- Matias Mora: producción adicional, composición
- Jon Green: composición
- Ethan Mates: ingeniería de audio
- Neal Avron: mezcla
- Scott Skrzynski: asistente de mezcla
- Emerson Mancini: masterización